# Reixetilovski
Reixetilovski - Решетиловский (rus) és un possiólok del krai de Krasnodar, a Rússia. Es troba a 16 km al sud-est de Krílovskaia i a 160 km al nord-est de Krasnodar, la capital.
Pertany al municipi d'Oktiàbrskaia.